# Manuloc
Manuloc este o companie franceză din industria serviciilor cu sediul la Metz. Cifra de afaceri este de 300 de milioane de euro. Grupul are peste 1200 de angajați în 8 țări.
În România, Manuloc a lucrat la Automobile Dacia.